# Percepção auditiva
Percepção auditiva se refere ao processo de construção da representação mental provocada por um estímulo sonoro, desde meros ruídos à música e à complexidade da fala. O termo audição se refere ao sentido, isto é, a capacidade fisiológica de receber como entrada o som proveniente do ambiente ao nosso sistema nervoso. Sensações são os primeiros processamentos dos estímulos sonoros. Por estímulo sonoro, se entende o sinal acústico, isto é, a vibração mecânica do ambiente, situado em uma faixa de frequência e de amplitude mínima capaz de estimular o órgão sensorial da audição.
A percepção auditiva, por sua vez, envolve a recepção e a interpretação desses estímulos. Nesta percepção identificam-se algumas habilidades como a detecção do som, sensação sonora, discriminação, localização, reconhecimento, compreensão, atenção e a memória, sendo assim parte do processamento auditivo que envolve a investigação do sinal acústico integrando a informação em modelos.

## As naturezas do som

### Sinal acústicoversusestímulo sonoro
O som pode ser entendido de duas diferentes maneiras: como um fenômeno físico e como um um fenômeno perceptual. A pergunta se uma árvore cai na floresta e ninguém está por perto, ela fez algum som? expressa bem a diferença entre as diferentes naturezas de cada fenômeno.

Representação do movimento oscilatório que o som provoca nos meios elásticos

Se considerado o som como o primeiro conceito, é o fenômeno de propagação de vibração ondulatória de moléculas em torno da sua posição de equilíbrio (ou estado de repouso). A onda sonora se origina da perturbação do meio material elástico, que pode ser sólido, líquido ou gasoso. Como qualquer movimento ondulatório, há apenas fluxo energético, não havendo deslocamento das moléculas perturbadas, que voltam à sua posição inicial. Isto é, som significa a propagação de uma onda de pressão, que pode ser prontamente medida, digitalizada em um computador e analisada.
Esta vibração pode ser chamada de estímulo sonoro a partir do momento em que estimula os órgãos da audição, ou seja, é o som na segunda acepção. Ao ser captada pelo ouvido, pondo a vibrar o tímpano, o que constitui o ponto de partida da estimulação do ouvido e da percepção da informação sonora, o termo som se refere ao fenômeno perceptivo que ocorre no interior dos sistemas auditivo e nervoso, algo que é notoriamente difícil de quantificar.
É frequente chamar de som apenas os estímulos percebidos como música, voz humana e vocalizações animais, distinguindo-se os ruídos e as ondas inaudíveis. Porém, essa classificação não é a única aceitável. Se é o caso da inaudibilidade ser consequência da inaptidão do suposto ouvinte, por exemplo, se o som estiver a frequência superior a que o sistema auditivo de um ser humano puder captar, nem por isso ele deixa de ser som. O que deixa de existir é estimulação auditiva para o ser humano. Assim, é correto ainda dizer que os morcegos se localizam pelo som, embora em frequências incapazes de estimulas o ouvido humano. Desta forma, é correto dizer que o silêncio absoluto só existe no vácuo.
Quanto a relação de som e ruído, estes dois termos são usados de modo indistinto. Porém, ruídos não passam de sons complexos, cujas vibrações acústicas são de amplitude e fase distribuídas ao acaso. Neste caso, ruídos são associados àquilo que não é música, nem voz humana, nem vocalizações animais. Por isso, o ruído associado ao som desagradável pode ser muito subjetiva. Por exemplo, a chuva pode ser um som melodia agradável para alguns e desagradável para outros. Outro conceito associado ao ruído é a natureza prejudicial dos sons demasiado intensos. Quando o som, mesmo musical, é demasiado intenso são considerados ruído, ou também chamados de barulho.

### Características acústicas e psicoacústicas do som

Representação pictórica da onda sonora

Em consequência dessa distinção entre os significados de som, os atributos físicos de um sinal sonoro (frequência, amplitude ou magnitude e fase), devem ser considerados também distintamente da percepção correlata (altura ou tonalidade, volume ou intensidade e timbre). Para os estudos de acústica o som pode ser representado graficamente como uma função senoide.
A frequência é o número de oscilações completas de uma onda que ocorre em um dado intervalo de tempo. Pelo sistema internacional de medidas (SI), convencionou-se utilizar o intervalo de tempo de 1 segundo, correspondendo à unidade de medida Hertz. Assim, um som que se apresenta a 100 Hz, por exemplo, significa que as moléculas do meio, como o ar, oscilaram para frente e para trás 100 vezes a cada segundo. O sistema auditivo humano percebe a frequência da onda sonora como altura, com as frequências mais altas correspondendo às notas mais altas.
A frequência das ondas sonoras pode variar enormemente, como no caso dos abalos sísmicos, até valores extremamente elevados, comparáveis às frequências da luz visível. Os seres humanos ouvem ondas sonoras cujas frequências estejam compreendidas entre 20 Hz e 20.000 Hz, mas essa característica varia de indivíduo para indivíduo e de acordo com a idade. Sons abaixo do mínimo percebido pelo sistema de audição humano são denominados de infrassons. Já os sons acima do máximo de captação são chamados de ultrassons. O morcego, o cachorro e o gato são exemplos de animais possuem ouvidos sensíveis à frequências superior a 20.000 Hz. Os elefantes, por sua vez, são sensíveis a frequências inferiores a 20 Hz.

Representação da propagação da onda. A cor indica densidade ou pressão

Na representação matemática e pictórica, a amplitude é a distância medida entre a crista da onda e seu vale. Isto equivale a dizer que a amplitude da onda sonora é dada pela diferença entre o ponto de pressão mais alta e o de pressão mais baixa. Apesar disso, não deve ser confundida com altura. A amplitude da onda é a representação da energia da onda sonora, o que significa uma medida da quantidade de som presente. Porém, importa mais a taxa de energia transferida, ou seja a quantidade de energia propagada por unidade de tempo do que a quantidade de energia total. Como também o som é uma grandeza tridimensional, pois a onda sonora tem seu lugar no espaço,é útil caracterizar a taxa de energia em respeito a uma área. Assim, a intensidade sonora é definida pela física como o fluxo de energia por unidade de área. Essa energia varia proporcionalmente a pressão e a velocidade das partículas em um meio. Em termos acústicos a intensidade é o valor médio do fluxo de energia por unidade de área perpendicular à direção de propagação, medida em watt por metro quadrado (W/m2). O Nível de Intensidade Sonora é expresso em decibel (dB) tomando-se como referência  I0=10^(-12) W/m².
A amplitude da onda sonora é percebida pelo ouvido como intensidade ou nível de audibilidade, também chamada de volume do som. Como o ouvido reage às variações de pressão, ondas com maiores amplitudes são geralmente percebidas como mais fortes, enquanto as de menor amplitude são sons mais fracos. Embora a força percebida de um som esteja relacionado a sua amplitude, a relação na é uma função um para um, pois o efeito psicoacústico tanto pelo contexto como pela natureza do som. Isto significa que a sensibilidade à intensidade varia de acordo com a frequência. O ouvido é muito mais sensível para frequências entre 1 kHz e 4 kHz. Para isso foi criada uma escala que leva em conta as frequências e os níveis de pressão, cuja unidade são phons.

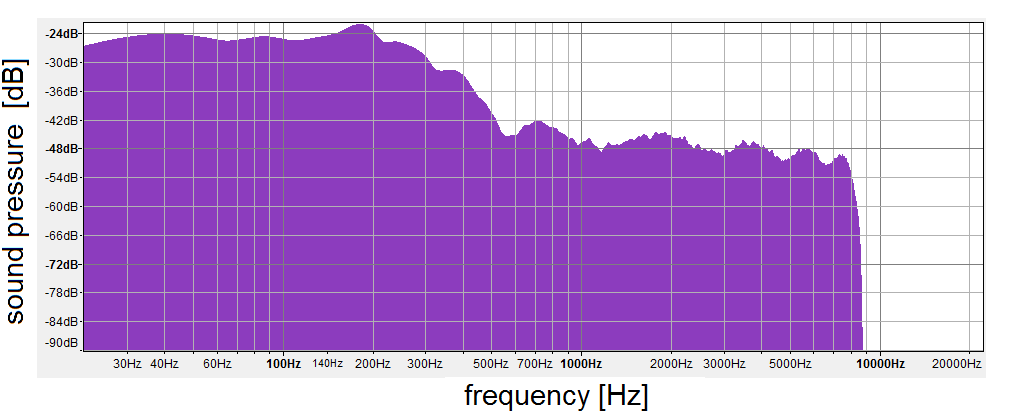
Exemplo de um gráfico do espectro (espectrograma) de um som. Neste caso, o som analisado é do barulho de um trovão

A terceira característica física da onda sonora é a fase, que basicamente significa o início da onda. Na maioria dos casos, o ouvido é incapaz de perceber a fase. Desta maneira, tem-se duas caracteríticas físicas do som que encontram correlatos no fenômeno perceptivo. Porém os sons não se apresentam, na maioria das vezes como uma onda pura. Assim como a luz, "feixes" sonoros de diferentes frequências, amplitudes e fases se encontram sobrepostos formando sons complexos. Esses sons podem ser decompostos, como a luz por um prisma, por transformadas de Fourier, possibilitando a caracterização de cada um dos sons de acordo com sua frequência, amplitude e fase. A coleção de todas as parciais de um som é conhecido como espectro sonoro.
A terceira característica percebida pelo ouvido em um som é o timbre. Simplificadamente, timbre é concebido como o atributo da sensação sonora que permite ao ouvinte diferenciar dois sons de mesma altura e mesma intensidade. Por exemplo, a mesma música tocada por instrumentos diferentes. É o timbre também que pemite diferenciar a voz de duas pessoas diferentes.
Embora relacionado à forma da onda sonora, o timbre, no entanto, não pode ser resumido em termos de harmônicas sobrepostas ou se meras sobreposições, pois ou se precisaria que o som de uma barra de metal, que não produz harmônicas, não possui timbre, ou se igualaria timbre ao espectro do som, sugerindo que o ataque do som ou o envelope não teriam contribuição ao timbre. Em termos físicos, o timbre é descrito a forma dada pela onda. É uma característica multiescalar que congrega a frequência, a amplitude e a fase nos sons complexos, precisando ser expressa por espectogramas tridimensionais, que incluam a dimensão temporal para análise.
Em termos psicológicos, o timbre é associada à cor do som e carrega tanto significado quanto emoção. É comum os timbres dos instrumentos ou das vozes serem descritos em termos de brilhante ou rasgado.

## Anatomia da audição
Para se considerar a audição enquanto percepção auditiva é preciso diferenciar dois sistemas anatômicos: o ouvido, ou seja, o sistema auditivo humano, responsável pela transdução das ondas de pressão em pulsos neurais, e as estruturas cerebrais envolvidas nos processos subsequentes. Apesar dessa divisão anatômica, não é claro em qual região exatamente diferentes aspectos da percepção aparecem.

### Sistema auditivo
Ver artigo principal orelha
Orelha (ou ouvido) é estrutura anatômica responsável por captar, filtrar e amplificar o som nos seres humanos é chamada de ouvido (ou orelha), que se divide em três partes: externo, médio e interno.

#### Ouvido externo

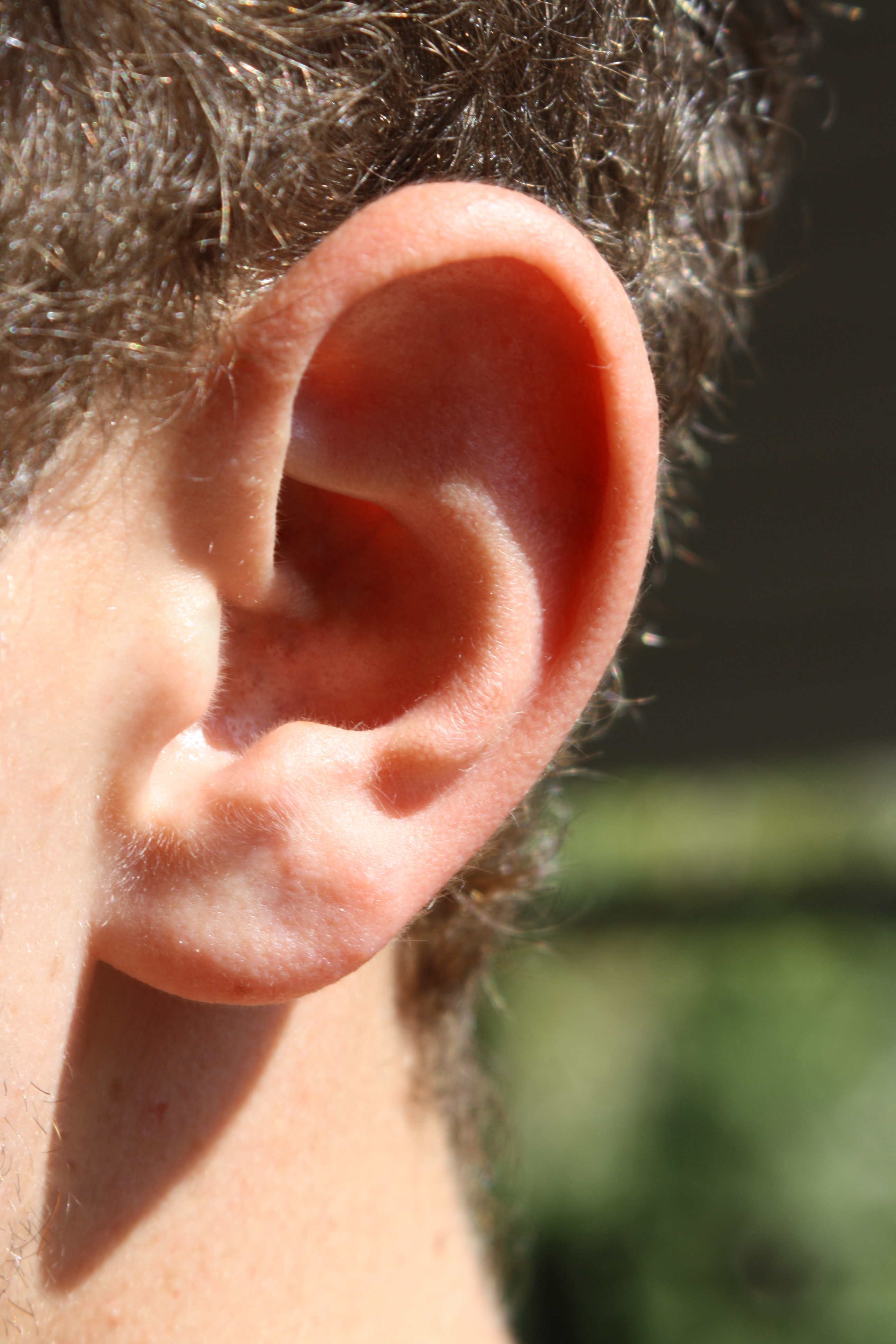
Orelha humana

O ouvido externo é formado pela orelha e pelo canal ou conduto auditivo externo. A orelha ou pavilhão auditivo é formada por cartilagem, o que confere flexibilidade a este órgão. Nos seres humanos e outros mamíferos o pavilhão tem forma de C, que como um funil ajuda a captar o som e direcioná-lo ao canal auditivo. A orelha não possui músculos, mas pode ser movimentada pelo músculo do couro cabeludo. O canal auditivo externo, que mede cerca de 2,5 cm, amplifica o som de modo similar ao que acontece quando se usa a buzina de um carro no interior de um túnel.

#### Ouvido médio
O ouvido médio começa no tímpano e termina antes da cóclea. É constituído pela membrana timpânica e por três ossículos: martelo, bigorna e estribo. A membrana do tímpano consiste em uma fina camada de tecido fibroso que forma uma barreira entre o ouvido externo e médio, que se liga ao martelo, puxando e empurrando quando movimentado pela vibração do ar. Os ossículos, por sua vez, são mantidos em suas posições pelo ligamento suspensório e trabalham como alavancas entre si. Por último, da mesma maneira que o martelo se encontra ligado à membrana timpânica, o estribo se encontra ligado à membrana da janela vestibular, puxando e empurrando-a, para assim transmitir o som ao ouvido interno.

#### Ouvido interno

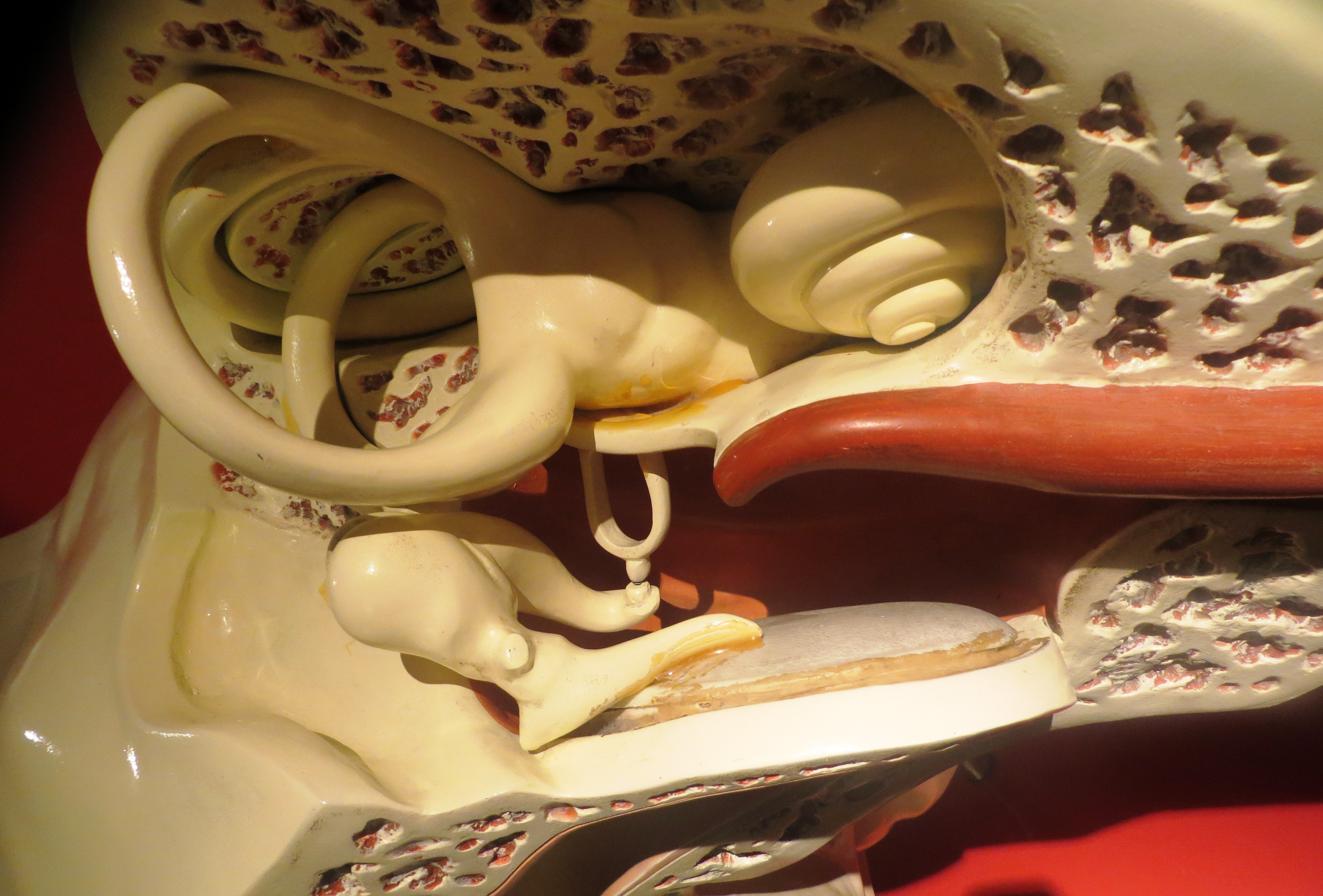
Modelo de um ouvido humano no Technical Museum, em Oslo, na Noruega. A figura permite observar a coclea (em forma de concha de caracol) e os canais semicirculares(alças que partes da coclea). Abaixo dos canais semicirculares é possível ainda ver os ossículos

O ouvido interno é formado pela cóclea e pelos canais semicirculares. Enquanto os canais semicirculares não participam diretamente da percepção auditiva, sendo órgãos sensoriais envolvidos no equilíbrio, a cóclea é o órgão fundamental na recepção do estímulo sonoro. A palavra cóclea vem do grego cochlos e significa caracol. A cóclea humana consiste em um espiral, similar a um caracol, que faz quase três giros e cujo diâmetro progressivamente diminui em direção ao seu ponto central. Seu tamanho é próximo de um grão-de-bico e tem aproximadamente 9 mm de comprimento.
Diferentemente de um caracol, o interior da cóclea possui três dutos preenchidas pelo líquido coclear. Examinada em corte transversal, o compartimento superior da cóclea denomina-se scala vestibuli, ou canal vestibular; o compartimento inferior denomina-se o scala tympani, ou canal timpânico; no meio, por toda extensão da cóclea, entre os dois compartimentos anteriores, se encontra uma seção transversal triangular denominada de scala media, ou duto coclear. O duto coclear é separado do canal vestibular por uma fina membrana elástica: a membrana de Reissner. Separando o duto coclear do canal timpânico se encontra a membrana basilar. Sobre esta se encontra uma estrutura complexa responsável pela transdução auditiva: o órgão de Corti.

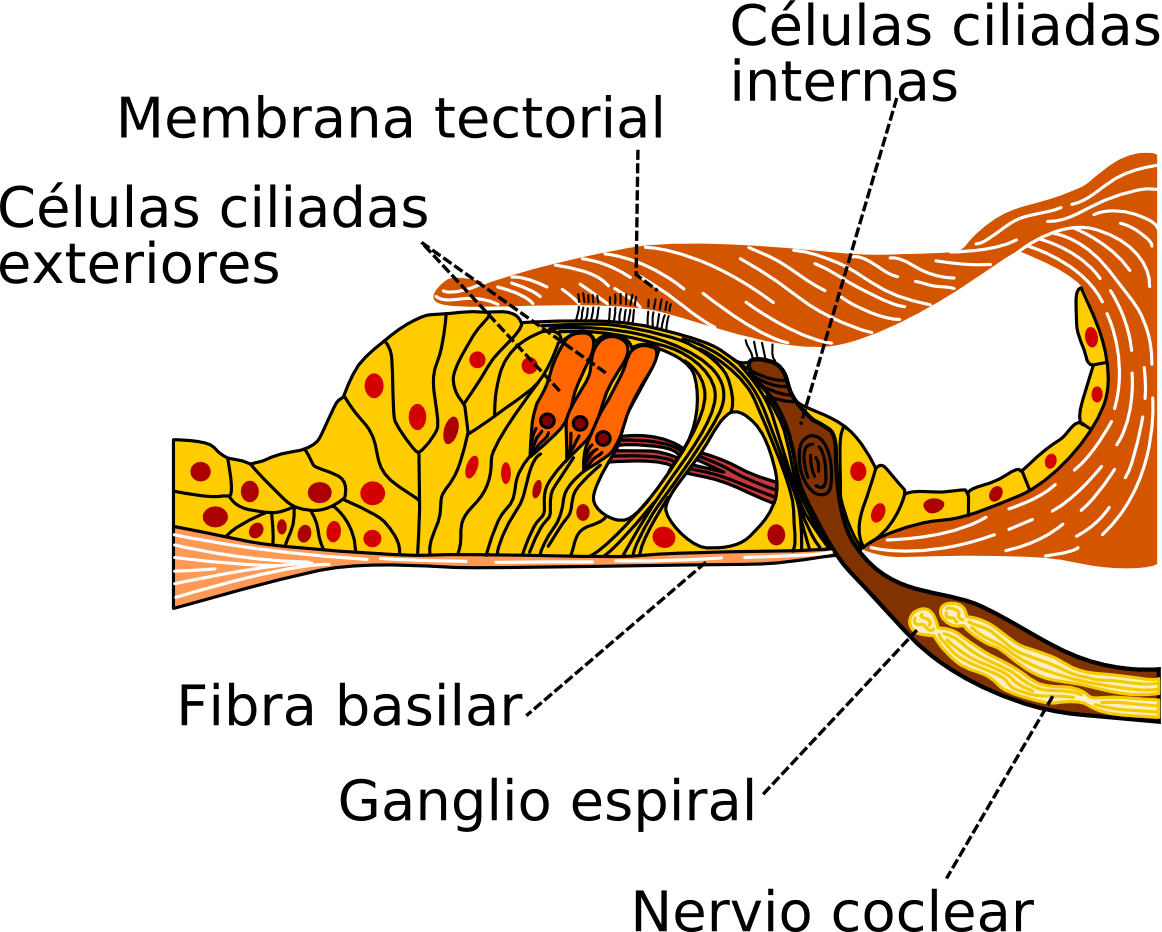
Representação do órgão de Corti

O órgão de Corti é composto de uma série de estruturas epiteliais localizada sobre a membrana basilar (que separa o canal timpânico do duto coclear). As estruturas mais próximas do centro se encontras duas fileiras de células em forma de bastão, chamadas de pilares de Corti. Os dois pilares estão apoiados sobre a membrana basilar, mas depois de se curvarem, se afastando uma das outras, novamente elas se tocam formando uma espécie de túnel, o túnel de Corti.
Encostada no pilar mais interno (mais próximo ao sulco espiral interno, onde se unem as membranas basilares e de Reissner), porém do lado externo do túnel de Corti, se encontra uma coluna de células ciliadas, chamadas de células ciliadas internas. Junto ao pilar externo, também externamente ao túnel de Corti, há três colunas de células ciliadas emparelhas: as células ciliadas externas.Das células ciliadas que se estendem finíssimos pelos, os estereocílios, que se movimentam de acordo com as vibrações. São também as células ciliadas que fazem a transdução das vibrações mecânicas em sinais eletroquímico e conduzem ao nervo auditivo. Em toda sua extensão, o órgão de Corti possui cerca de 20.000 cílios externos e aproximadamente 3.500 cílios internos.
Ao redor de ambas as fileiras de células ciliadas se encontram células de sustentação. São as células de Hansen para a fileira externa e a lâmina reticular para a fileira interna. Cobrindo o sulco espiral interno e o órgão de Corti, se encontra uma estrutura delicada e flexível, de origem ectodermal. É chamada de membrana tectorial. Consiste de fibras finas e incolores, incorporada em uma matriz transparente de colágeno semissólido e macio. Pelas suas características estruturais, a membrana tectorial é mais flexível na direção transversal que longitudinal, e desempenha papel fundamental na captação das estimulações vibratórias.

### O sistema nervoso central
No sistema nervoso, quatro estruturas estão envolvidas com a percepção auditiva: as olivas superiores, o colículo inferior, o tálamo e o córtex auditivo primário.

Animação tridimensional do cérebro humano. Em vermelho se encontra destacado o giro temporal superior

As olivas superiores são as primeiras estruturas do sistema nervoso que se conectam com o sistema auditivo. As células espiraladas do núcleo coclear ventral, que recebem sinais do nervo coclear, enviam sinais tanto a oliva superior medial quanto à oliva superior lateral. Há um par de olivas superiores mais próximas ao ouvido lado direito e outro par mais próximo ao ouvido esquerdo, todos os pares situados no interior do tronco encefálico. São essas estruturas que possibilitam a identificação da fonte pela sua localização. Algumas vias auditivas ascendentes, contudo, não passam pelas olivas superiores e seguem para os colículos inferiores, que se situam no topo do tronco encefálico, no mesencéfalo caudal.
A estrutura seguinte envolvida é o tálamo, mais precisamente o núcleo geniculado medial. O par de núcleos se localiza na parte posterior do tálamo, como saliências dos núcleos laterais (pulvinares), entre os núcleos geniculados laterais, que recebem as fibras aferentes responsáveis pelas informações provenientes da retina. Ou seja, no tálamo, a estação de retransmissão para os sinais nervosos de quase todos os sentidos (a exceção é o olfato), as informações das ondas sonoras e das ondas luminosas caminham lado a lado.
A chegada da informação sonora no cérebro se dá na área cortical conhecida como córtex primário auditivo. Esta área não apenas recebe as fibras aferentes como fibras ao tálamo e se comunica com outras áreas do córtex responsável pelo processamento das informações permitindo a percepção, por exemplo, do significado. O córtex auditivo se localiza no giro superior do lobo temporal. Daí as informações sonoras seguem, por exemplo, para a área de Wernicke, no hemisfério esquerdo, responsável pela decodificação das palavras, e para áreas do hemisférios direito relacionados ao tom e ao ritmo.

## Fisiologia da audição

### A recepção do estímulo sonoro
O design do aparelho auditivo é muito adequado para a captação do som. Na forma de um funil, o ouvido externo possui curvas que auxiliam no direcionamento das ondas sonoras até o canal auditivo. O canal auditivo permite que as ondas reverberem, amplificando-as até sua chegada no tímpano, de modo similar ao efeito produzido por um túnel quando um carro buzina dentro dele.
A membrana timpânica, formada por um tecido fibroso e elástico, vibra à medida que as ondas sonoras entram pelo canal auditivo. O martelo, ossículo ligado ao tímpano, vibra junto com este, que o puxa e empurra, e, por princípios de alavanca, transmite as vibrações pela bigorna e, finalmente, para o estribo. Este pela janela vestibular, na entrada da cóclea, transmite o som ao ouvido interno.
As vibrações na janela vestibular fazem com que se produzam diferenças de pressão no líquido no interior da cóclea. Essas diferenças de pressão se propagam como ondas no interior da cóclea pelo canal vestibular até a parte central da cóclea. As vibrações residuais retornam pelo canal timpânico até a janela da cóclea. Essas vibrações movem a membrana basilar fazendo os estereocílios se flexionarem.
A localização da célula ciliada determina a frequência de som a que ela responde, pois a diferente espessura do canal restringe como a membrana basilar se moverá em resposta as diferentes frequências das vibrações. Assim, diferentes frequências (e consequentemente comprimentos de onda) são captados por diferentes regiões da cóclea. Os sons de baixa frequência (os sons graves) são captados na região mais próxima ao centro da espiral, enquanto a alta frequência (os sons agudos) é captada na base da cóclea, próximos à janela vestibular. Essa distribuição espacial dos receptores de som é chamada tonotopia.

### A transdução sonora no órgão de Corti
As células ciliadas agem como mecanorreceptores (receptores sensíveis a estímulos mecânicos). Quando os estereocílios são flexionados eles provocam mecanicamente a aberturas dos canais iônicos nas células ciliadas, permitindo que íons positivamente carregados de potássio e cálcio entrem na célula. Se a despolarização for suficiente, um transmissor será liberado na sinapse que se encontra entre a base da célula ciliada e o neurônio da fibra aferente.

### Caminhos neurais da audição

#### Processamento no tronco encefálico
A transdução acontece pela deflexão dos estereocílios que permitem a abertura mecânica dos canais de cálcio e potássio. É necessário que o estímulo seja suficiente para haver a entrada suficiente dos íons até o ponto em que a despolarização induza a liberação de um transmissor na sinapse entre a célula ciliada e o neurônio do nervo auditivo na fibra aferente.

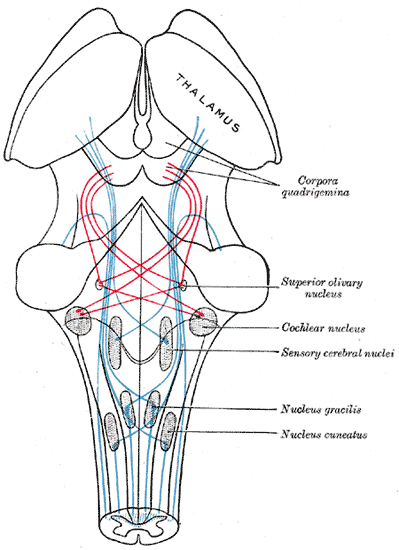
Representação da anatomia da ponte encefálica. As linhas em vermelho representam os caminhos da informação sonora pelos núcleos cocleares e olivares

A partir do ouvido, uma série de sinapses ocorre até que o sinal do estímulo auditivo chegue ao córtex. O nervo auditivo (também chamado coclear) segue até a medula, no núcleo coclear. Os axônios deste núcleo sobem até a ponte e se dividem para enervar os núcleos olivares, que serve então como o primeiro ponto que reúne as informações dos ouvidos direito e esquerdo.
Uma vez que o som leva 1/2500 s de diferença para alcançar cada lado da cabeça, existe uma diferença temporal de disparo dos nervos auditivos, sendo assim cada ouvido recebe um estímulo diferente proveniente da mesma fonte. Como as informações são diferentes, é possível a audição binaural. De modo semelhante à visão, a diferença na informação auditiva captada por cada ouvido é necessária para dar "tridimensionalidade" ao som (estereofonia). Assim, quando ambos são novamente reunidos, a diferença permite que seja possível ao sistema auditivo dar conta da direção de onde o som provém.
Essa discriminação tem papel fundamental na ação. Parte dos axônios do núcleo coclear e dos núcleos olivares seguem diretamente para o colículo inferior no mesencéfalo, e essa conexão permite o primeiro acesso às áreas motoras, é possível, então, que a cabeça do ouvinte se vire na direção do som para melhor percebê-lo.

### Modulação da Percepção Auditiva
A percepção de estímulos auditivos é um mecanismo complexo que depende não apenas da organização da via aferente. Assim como outros sistemas perceptivos, a percepção se dá de forma interativa, com organização hierárquica e modelos internos.
A modulação é a influência na percepção de conceitos pré-formados ou aprendidos. Quando operam em conjunto, os atributos físicos são traduzidos em conceitos e dão significado do estímulo percebido.
Desta maneira, a modulação auditiva permite que os processos cognitivos "superiores" atuem sobre o processamento da informação em áreas sensitivas "inferiores", demonstrando a adaptabilidade dos sistemas sensórios. Um destes efeitos é a facilitação: indivíduos normais apresentam melhor desempenho na detecção de estímulos auditivos simples próximos ao limiar de percepção quando mantém a representação mental dos sons alvo.
Pela modulação que algumas vibrações acústicas de maior magnitude são percebidas como mais fracas, privilegiando uma faixa de frequência àquela compreendida pela fala humana.

## Percepção auditiva musical
Por música se entende a combinação de sons de modo agradável ao ouvido.
Há dois modos de se experimentar o som. Um é aquele com frequências regulares, constantes e estáveis; outro, irregular, inconstante e instável. A música, apesar de sua precisão nasce, do diálogo do ruído, da instabilidade e da dissonância, com a ordem da repetição. A música é, assim, constituída de som, a sensação produzida pelas vibrações acústicas no ouvido, e tempo. Assim, quando se fala de percepção musical acrescenta-se à altura, intensidade e timbre, um quarto elemento: a duração. Não há, no entanto, como definir quais os sons que serão agradáveis com bases nas propriedades físicas de frequência e intensidade, dada a música ser interpretativa depende dos nossos hábitos, da nossa educação, das circunstâncias, etc.
A unidade básica da composição musical é a nota. A altura do som, em termos de percepção musical, refere-se à nota musical e cada nota refere-se a um som de determinada frequência. Na Idade Média, surgiu a notação musical, responsável por permitir o registro escrito e pela transmissão ao longo do tempo de diferentes canções. Assim, cada nota musical recebeu um nome e uma letra.
| Nome da nota | Letra correspondente | Frequência (Hz) |
| ------------ | -------------------- | --------------- |
| Do           | C                    | 264             |
| Re           | D                    | 297             |
| Mi           | E                    | 330             |
| Fa           | F                    | 352             |
| Sol          | G                    | 396             |
| La           | A                    | 440             |
| Si           | B                    | 495             |

Quanto a intensidade, na notação musical, diferentes gradações são indicadas por palavras em italiano e suas abreviações:
| Palavra em italiano | Abreviação | Tradução            | Valor aproximado em dB |
| ------------------- | ---------- | ------------------- | ---------------------- |
| Pianissimo          | pp         | Muito suave         | 40                     |
| Piano               | p          | Suave               | 50                     |
| Mezzo piano         | mp         | Moderadamente suave | 60                     |
| Mezzo forte         | mf         | Moderadamente forte | 70                     |
| Forte               | f          | Forte               | 80                     |
| Fortissimo          | ff         | Muito forte         | 100                    |

A duração é o espaço de tempo. Para os padrões de duração, são utilizados os termos métrica e ritmo.

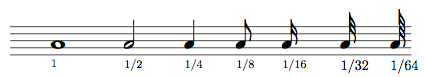
Símbolos usados para representar a duração do som em uma partitura. As notas estão mostradas por ordem decrescente de duração: semibreve, mínima, semínima, colcheia, semicolcheia, fusa e semifusa.

Métrica é um conceito abrangente que descreve a recorrência de pulsos em uma música. A métrica contempla o compasso, geralmente agrupados em padrões de dois, três, quatro ou mais com um dos pulsos em cada grupo acentuado. Esses padrões de pulsos são chamados de batidas.
Assim, em uma partitura, a nota é o símbolo que representa a altura e duração de um som. Entretanto, da mesma maneira que o som, as notas variam de acordo com a altura e duração, mas os sons em uma música também se diferenciam de acordo com seu timbre e sua intensidade dentro de um arranjo.
O ritmo é chamado de dimensão temporal da música. Pela duração das notas e das pausas no tempo. Utilizando diferentes ritmos a mesma sequência melódica e harmônica resultará em diferentes músicas.
O arranjo musical se dá pela sucessão das notas (melodia), a simultaneidade de sons (harmonia) e a duração e pausa entre cada uma delas (ritmo). A melodia é chamada de dimensão horizontal do som, por tratar-se da sucessão de notas. A harmonia, sendo a produção de diferentes sons ao mesmo tempo, é chamada de dimensão vertical. A base da harmonia é o acorde, formado por três ou mais notas ao mesmo tempo.

### Ritmo e frequência
Ritmo musical e frequência sonora (altura) obedecem a um mesmo princípio: um sinal oscilante e recorrente, que repete padrões no tempo. O bater de um tambor é um pulso rítmico, pois emite ciclos que percebemos como recortes de tempo. Mas se esses ciclos puderem ser acelerados muito, eles vão mudando de caráter e atingem um estado de granulação rápida, percebido assim quando em torno de 10 ciclos por segundo (10 Hz). A partir de um certo limiar, em torno de 15 ciclos por segundo (15 Hz) ele passa ao patamar de altura de som. Entre 10 e 15 Hz existe um estágio indefinido, no qual se situa o ponto de inflexão. Essa faixa coincide com o ritmo alfa de frequência cerebral, tido como o diapasão temporal do corpo humano, que determina o perceptível e o imperceptível.

## Alterações auditivas
Geralmente são referidas vozes, dirigidas ou não ao sujeito que vivencia a experiência, com maior ou menor hostilidade – audição dos próprios pensamentos ou sons do mundo cotidiano. As referências mais conhecidas nas mitologias são o canto das sereias das lendas gregas e o chamado do próprio nome pelo Mapinguari da floresta amazônica. As alucinações auditivas devem ser distinguidas do resultante das afecções dos processos auditivos ocasionadas, segundo Luria, por lesão nos diferentes elos da cadeia auditiva, a exemplo das alterações do limiar de percepção, surdez (perda auditiva em diferentes graus), dor associada à intensidades sonoras (recruitment), zumbidos, chiados e ruídos (acúfenos) resultantes de processos patológicos distintos. Ainda segundo esse autor as alucinações auditivas (músicas, falas, etc.) podem ser provocadas por irritação das áreas primárias do córtex auditivo como o demonstraram as experiências de Forfoerster e Penfield.

## Cognição e envelhecimento
Com o envelhecimento da população mundial e consequentemente com o aumento da prevalência da perda auditiva nessa população, esta tornou-se um problema de saúde global. Sem diagnóstico e intervenção adequados, a perda auditiva traz graves consequências na qualidade de vida prejudicando a autonomia, a integração social e a saúde mental do idoso, podendo levá-lo a um quadro de isolamento, depressão e demência.
É natural associar a lesão na cóclea como causa de perda da percepção auditiva, mas estudos revelam que esta associação pode ser frágil, uma vez que mesmo o idoso tendo lesões severas no órgão de corti o limiar auditivo pode não ter relação com essa alteração. Isto deve-se, essencialmente, à plasticidade cerebral, ou seja, a capacidade do córtex auditivo, quando privado de comunicação aferente, de usar todos os meios para compensar esta perda e captar toda a informação por vias secundárias ou mesmo potencializando outras frequências audíveis em detrimento das que estão comprometidas.
Para essa população, compreender a fala em ambientes de difícil escuta pode ser uma tarefa complexa. Essa dificuldade pode ser o resultado de vários fatores associados, dentre eles a perda auditiva periférica, a disfunção do processamento auditivo no que se refere a resolução temporal e prejuízo das habilidades cognitivas relacionadas a atenção seletiva e memória de trabalho.
Uma outra justificativa para tal dificuldade, seria a interrupção progressiva e natural com o avanço da idade, da comunicação das células ciliadas internas (CCI) com as fibras aferentes do nervo auditivo. Denominada de sinaptopatia, essa condição acometeria inicialmente sujeitos sem perda auditiva e, posteriormente, com perda de células ciliadas e elevação do limiar auditivo. Essa perda sináptica, ou sinaptopatia, é altamente vulnerável ao envelhecimento, acometendo 60% das sinapses em comparação com indivíduos mais jovens e potencialmente alterada pela exposição ao ruído e pelo uso de drogas ototóxicas.
Embora o diagnóstico do declínio cognitivo relacionado à idade, seja complexo e difícil, é consenso que a memória é o sinal de alerta mais relevante, podendo constituir uma evidência de pré-estágio de desenvolvimento da doença de Alzheimer. Existem evidências de que a fase neurodegenerativa que pode levar a um quadro demencial, inicia-se por volta de 10 anos antes dos primeiros sintomas. Assim, a busca por um diagnóstico mais preciso, ainda no estágio pré-clínico tem aumentado, objetivando a garantia de ações preventivas.